# Contea di Yilan (Heilongjiang)
La contea di Yilan (依兰县S, Yīlán XiànP) è una contea della Cina, situata nella provincia di Heilongjiang e amministrata dalla prefettura di Harbin.